# 쇨셰르

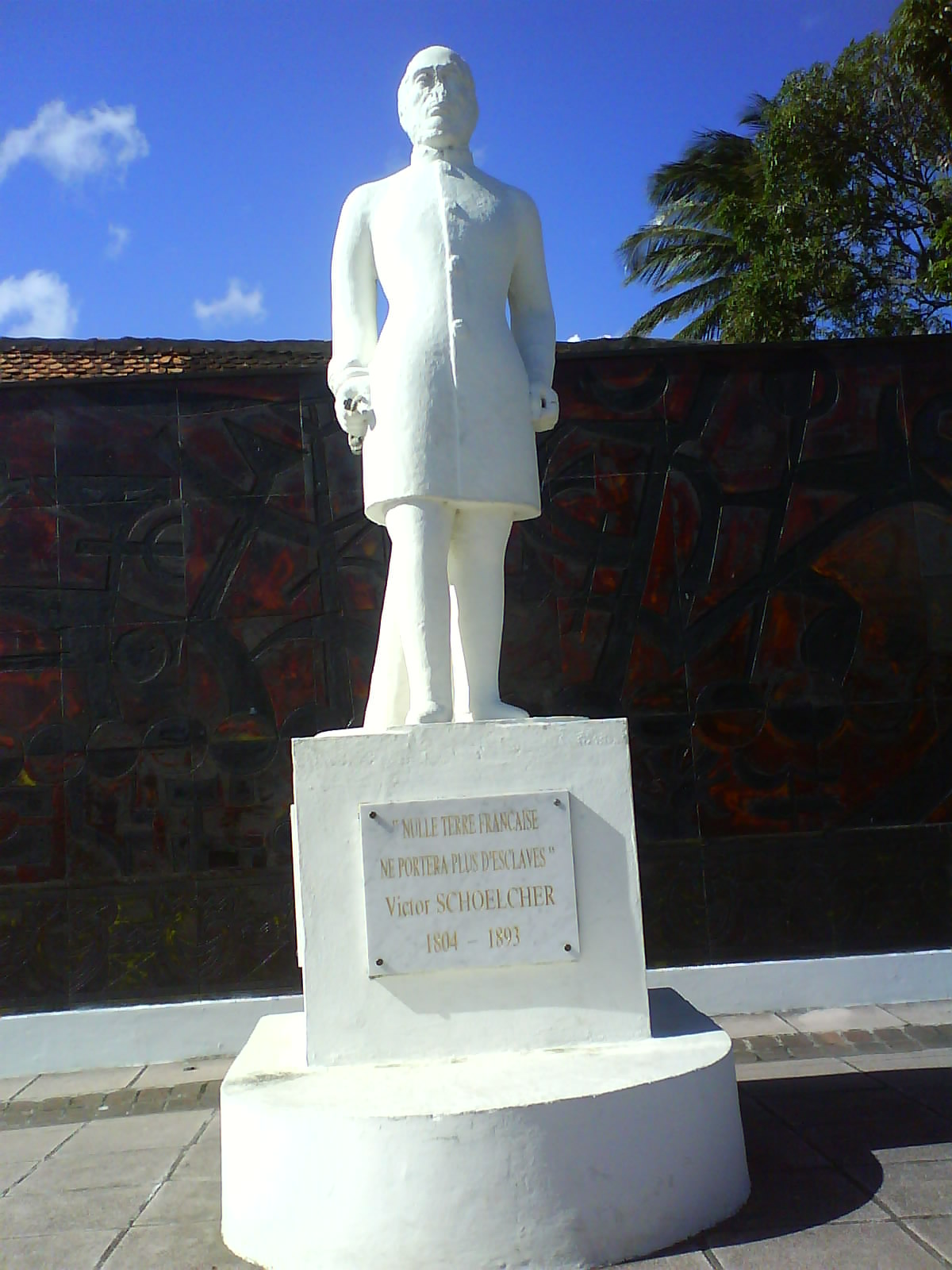
쇨셰르

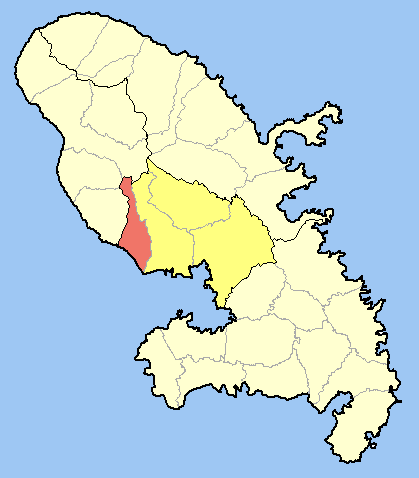
쇨셰르의 위치

쇨셰르(프랑스어: Schœlcher)는 카리브해에 위치한 프랑스의 해외 레지옹인 마르티니크의 도시로 면적은 21.17km2, 인구는 20,260명(2013년 기준), 인구 밀도는 960명/km2이다.